# NGC 1015
NGC 1015 je spirální galaxie s příčkou v souhvězdí Velryby. Její zdánlivá jasnost je 12,2m a úhlová velikost 2,0′ × 1,7′. Je vzdálená 118 milionů světelných let, průměr má 70 tisíc světelných let. Galaxii objevil 27. prosince 1875 Wilhelm Tempel.